# Phleng Chat
O "Phleng Chat" (em tailandês: "เพลงชาติ") é o hino nacional da Tailândia. Foi adotado em 10 de dezembro de 1939 por concurso, após a mudança do nome do país de Sião para Tailândia. A melodia foi composta por Peter Feit (nome em tailandês: Phra Jenduriyang). A letra foi escrita por Luang Saranupraphan. "Phleng Chat" significa "hino nacional" em tailandês "national anthem", e a composição não possui outro nome.